# Симпсон, Ральф
Ральф Дерек Симпсон (англ. Ralph Derek Simpson; родился 10 августа 1949 в Детройте, Мичиган) — американский профессиональный баскетболист, который выступал в Американской баскетбольной ассоциации, отыгравший шесть из девяти сезонов её существования, плюс четыре сезона в Национальной баскетбольной ассоциации.

## Ранние годы
Ральф Симпсон родился 10 августа 1949 года в городе Детройт (штат Мичиган), где сначала учился в Юго-Восточной средней школе, а затем в средней школе Першинг, в которых играл за местные баскетбольные команды. В последней он был одноклубником Спенсера Хейвуда, вместе с которым стал чемпионом штата в 1967 году. Кроме этого, будучи старшеклассником, тому предложили попробовать свои силы в тренировочном лагере национальной сборной США, где проходил отбор в её состав для участия в Олимпийских играх 1968 года в Мексике, но Симпсон отказался.

## Студенческая карьера
В 1968 году Симпсон поступил в Университет штата Мичиган, где в течение двух лет защищал цвета баскетбольной команды «Мичиган Стэйт Спартанс», в ней он провёл успешную карьеру под руководством известного тренера Гаса Ганакаса, набрав в итоге в 26 играх 788 очков (30,3 в среднем за игру) и 268 подборов (10,2). При нём «Спартанс» ни разу не выигрывали ни регулярный чемпионат, ни турнир конференции Big Ten, к тому же ни разу не выходили в плей-офф студенческого чемпионата США.

## Профессиональная карьера
В 1972 году Симпсон выставил свою кандидатуру на драфт НБА, на котором он был выбран в 1-м раунде под общим 11-м номером командой «Чикаго Буллз», впрочем ещё будучи студентом второго курса университета штата Мичиган заключил контракт с клубом Американской баскетбольной ассоциации «Денвер Рокетс», в котором выступал вплоть до её слияния с НБА.
Самым успешным для Ральфа Симпсона в его личной карьере стал сезон 1971/1972 годов, в котором тот набирал в среднем за игру по 27,4 очка, 4,7 подбора и 3,1 передачи. Лучшими же с точки зрения командной статистики стали последние два сезона в истории АБА, когда «Рокетс» изменили своё прозвище на «Наггетс», в которых «Самородки» становились лучшей командой регулярного чемпионата, но так и не смогли выиграть чемпионское звание. В сезоне 1974/1975 годов «Самородки» выиграли регулярку, одержав в итоге 65 побед при 19 поражениях, в результате этого получили первый номер посева в плей-офф. В первом раунде плей-офф «Наггетс» переиграли клуб «Юта Старз» со счётом 4-2, но оступились на стадии полуфинала, где в решающей игре серии до четырёх побед проиграли команде «Индиана Пэйсерс» со счётом 3-4. В сезоне 1975/1976 годов Ральф в составе «Денвера» играл в финальной серии турнира, по регламенту которого «Самородки» пропустили первый раунд плей-офф. В полуфинале они в решающей игре серии до четырёх побед обставили команду «Кентукки Колонелс» со счётом 4-3, а в финале проиграли команде «Нью-Йорк Нетс» со счётом 2-4, а сам Ральф по его итогам стал третьим по результативности игроком своего клуба, набрав в шести матчах 101 очко (по 16,8 в среднем за игру). Помимо этого Симпсон пять раз принимал участие в матчах всех звёзд АБА (1972—1976), а также трижды включался в сборную всех звёзд АБА (1976 — в первую команду, а в 1972 и 1973 — во вторую команду).
После слияния АБА с НБА Симпсон решил попробовать свои силы в сильнейшей лиге планеты, заключив соглашение с клубом «Детройт Пистонс», в котором отыграл следующие полтора сезона, в середине сезоне 1977/1978 годов он вернулся в родную команду «Денвер Наггетс», с которой дошёл до финала Западной конференции, где она со счётом 2-4 проиграла клубу «Сиэтл Суперсоникс». Позднее Ральф выступал за «Филадельфия-76» и «Нью-Джерси Нетс», впрочем ни в одной из команд НБА он так и не смог выйти на тот уровень игры, который показывал в АБА, набирая в общем в среднем за игру всего лишь по 8,4 очка, 2,0 подбора и 2,2 передачи.

## Личная жизнь
В настоящее время Ральф Симпсон проживает в городе Денвер (штат Колорадо), со своей женой он развёлся в 1984 году. У пары родились старший сын Джон и дочь Индия, известная в США певица, композитор и музыкальный продюсер, обладательница четырёх наград Грэмми. После их развода его бывшая жена вместе с детьми переехала в город Атланта (штат Джорджия), где они проживают и в настоящее время.

## Статистика

### Статистика в НБА
| Сезон                                                                                    | Команда     | Регулярный сезон | Регулярный сезон | Регулярный сезон | Регулярный сезон | Регулярный сезон | Регулярный сезон | Регулярный сезон | Регулярный сезон | Регулярный сезон | Регулярный сезон | Регулярный сезон | Серия плей-офф | Серия плей-офф | Серия плей-офф | Серия плей-офф | Серия плей-офф | Серия плей-офф | Серия плей-офф | Серия плей-офф | Серия плей-офф | Серия плей-офф | Серия плей-офф |
| Сезон                                                                                    | Команда     | GP               | GS               | MPG              | FG%              | 3P%              | FT%              | RPG              | APG              | SPG              | BPG              | PPG              | GP             | GS             | MPG            | FG%            | 3P%            | FT%            | RPG            | APG            | SPG            | BPG            | PPG            |
| ---------------------------------------------------------------------------------------- | ----------- | ---------------- | ---------------- | ---------------- | ---------------- | ---------------- | ---------------- | ---------------- | ---------------- | ---------------- | ---------------- | ---------------- | -------------- | -------------- | -------------- | -------------- | -------------- | -------------- | -------------- | -------------- | -------------- | -------------- | -------------- |
| 1976/77                                                                                  | Детройт     | 77               |                  | 20,7             | 42,7             |                  | 70,8             | 2,4              | 2,3              | 0,9              | 0,1              | 11,0             | 2              |                | 8,5            | 0,0            |                | -              | 1,5            | 0,5            | 0,0            | 0,0            | 0,0            |
| 1977/78                                                                                  | Детройт     | 32               |                  | 23,1             | 41,3             |                  | 84,4             | 2,6              | 2,7              | 1,0              | 0,1              | 10,6             | Не участвовал  | Не участвовал  | Не участвовал  | Не участвовал  | Не участвовал  | Не участвовал  | Не участвовал  | Не участвовал  | Не участвовал  | Не участвовал  | Не участвовал  |
| 1977/78                                                                                  | Денвер      | 32               |                  | 18,3             | 31,7             |                  | 77,5             | 2,3              | 2,3              | 1,3              | 0,1              | 5,5              | 13             |                | 17,3           | 45,3           |                | 69,6           | 1,5            | 2,9            | 0,3            | 0,2            | 7,8            |
| 1978/79                                                                                  | Филадельфия | 37               | 0                | 12,2             | 44,4             |                  | 70,0             | 0,9              | 1,6              | 0,7              | 0,0              | 5,5              | Не участвовал  | Не участвовал  | Не участвовал  | Не участвовал  | Не участвовал  | Не участвовал  | Не участвовал  | Не участвовал  | Не участвовал  | Не участвовал  | Не участвовал  |
| 1978/79                                                                                  | Нью-Джерси  | 32               |                  | 16,5             | 36,7             |                  | 67,6             | 1,9              | 2,1              | 0,4              | 0,1              | 6,9              | 2              |                | 5,0            | 40,0           |                | -              | 1,0            | 1,0            | 0,0            | 0,0            | 2,0            |
| 1979/80                                                                                  | Нью-Джерси  | 8                |                  | 10,1             | 38,3             | 0,0              | 50,0             | 1,4              | 1,8              | 1,1              | 0,0              | 5,1              | Не участвовал  | Не участвовал  | Не участвовал  | Не участвовал  | Не участвовал  | Не участвовал  | Не участвовал  | Не участвовал  | Не участвовал  | Не участвовал  | Не участвовал  |
|                                                                                          | Всего       | 218              | 0                | 18,3             | 40,4             | 0,0              | 72,4             | 2,0              | 2,2              | 0,9              | 0,1              | 8,4              | 17             |                | 14,8           | 41,3           |                | 69,6           | 1,4            | 2,4            | 0,2            | 0,1            | 6,2            |
| Наведите курсор мыши на аббревиатуры в заголовке таблицы, чтобы прочесть их расшифровку. |             |                  |                  |                  |                  |                  |                  |                  |                  |                  |                  |                  |                |                |                |                |                |                |                |                |                |                |                |